# Louis Mercier (Schauspieler)
Louis Gabriel Mercier (* 7. März 1901 in Algier, Französisch-Algerien; † 25. März 1993 in Pasadena (Kalifornien), Kalifornien) war ein US-amerikanischer Schauspieler französisch-algerischer Abstammung mit einer über 50 Jahre umfassenden Karriere.

## Leben
Mercier wurde 1901 in dem unter französischer Kolonialherrschaft stehenden Algerien geboren – damals Teil von Französisch-Nordafrika.
In seiner Jugend immigrierte er in die Vereinigten Staaten und begann seine Schauspielkarriere 1926 beim Stummfilm.
Am 7. April 1931 heiratete er Ann Helen Doran; die Ehe wurde später geschieden.
Mercier verstarb 1993 im Alter von 92 Jahren.

## Karriere
Erste Rollen hatte der spätere Charakterdarsteller ab 1926 in Stummfilmen wie Die Tänzerin des Zaren, Paris und Dämon Weib. In den 1930er und 1940er Jahren war Mercier regelmäßig in Filmen von 20th Century Fox zu sehen, in denen er oft Detektive und Richter verkörperte;  meist wurde er in Neben- und Statistenrollen besetzt, die keinen Rollennamen hatten.
In Casablanca aus dem Jahr 1942 ist er kurz als Schmuggler in der ersten „Rick’s Café Americain“-Sequenz zu sehen und in Sahara als „Frenchie“. Zu Louis Merciers späteren Filmen gehören Die große Liebe meines Lebens (1957), Der Teufel kommt um vier (1961) und Darling Lili (1970) von Blake Edwards.
Im Fernsehen trat er, abgesehen von dem 1968 ausgestrahlten Fernsehfilm To Die in Paris, in Fernsehspiel-Formaten wie The Fireside Theatre, Four Star Playhouse, The Ford Television Theatre, Westinghouse Desilu Playhouse, General Electric Theater und dem Kraft Suspense Theatre auf; sie gelten als Vorläufer der Fernsehserie und kamen ab Mitte der 1940er Jahre im US-amerikanischen Fernsehen auf. Eine erste Rolle in einer Fernsehserie hatte er 1952 in Superman – Retter in der Not. Es folgten zahlreiche Nebenrollen und wiederkehrende Rollen bis in das Jahr 1967, wo er in Green Acres (auch: The Green Arpents) zu sehen war.
Seine letzte Rolle im Film spielte er 1977 in Charles Jarrotts Jenseits von Mitternacht an der Seite von Marie-France Pisier und John Beck.
Im deutschen Sprachraum wurde Louis Mercier unter anderem von Manfred Andrae, Leo Bardischewski, Hans Walter Clasen, Clemens Hasse, Gerd Martienzen, Klaus Miedel, Michael Rüth und Siegmar Schneider  synchronisiert.

## Filmografie (Auswahl)

### Film
- 1926: Die Tänzerin des Zaren (The Midnight Sun)
- 1926: Paris
- 1926: Dämon Weib (auch: Totentanz der Liebe)
- 1928: Die ungekrönte Königin
- 1929: Sieben Schritte zu Satan (Seven Footprints to Satan)
- 1929: Weary River
- 1929: Tiger Rose
- 1930: Women Everywhere
- 1930: Mysterious Mr. Parkes (L'Énigmatique Monsieur Parkes)
- 1930: War Nurse
- 1930: Just Like Heaven
- 1930: Contre-enquête
- 1931: Der große Treck (franz. Version La Piste des géants)
- 1931: Quick Millions
- 1932: Careless Lady
- 1933: Infernal Machine
- 1933: I Loved You Wednesday
- 1933: The Solitaire Man
- 1934: Die nackte Wahrheit (Riptide)
- 1934: Hell in the Heavens
- 1935: Tolle Marietta
- 1935: Unknown Woman
- 1935: Love Me Forever
- 1935: Der Mann, der die Bank von Monte Carlo sprengte (The Man Who Broke the Bank at Monte Carlo)
- 1935: Unter Piratenflagge
- 1936: Rose-Marie
- 1936: Song and Dance Man
- 1936: Unter zwei Flaggen (Under Two Flags)
- 1936: Down to the Sea
- 1936: Wir marschieren um Mitternacht! (The Road to Glory)
- 1936: Zeit der Liebe, Zeit des Abschieds
- 1936: Der Garten Allahs
- 1936: That Girl from Paris
- 1937: A Doctor’s Diary
- 1937: Bars and Stripes (Kurzfilm)
- 1937: … und ewig siegt die Liebe
- 1937: Café Metropol (Cafe Metropole)
- 1937: Song of Revolt (Kurzfilm)
- 1937: Mr. Moto und der Schmugglerring
- 1937: Love Under Fire
- 1937: Dangerously Yours
- 1937: Die fremde Frau (Madame X)
- 1937: I’ll Take Romance
- 1937: Charlie Chan in Monte Carlo
- 1938: Jezebel – Die boshafte Lady
- 1938: A Trip to Paris
- 1938: I’ll Give a Million
- 1938: Adventure in Sahara
- 1938: Artists and Models Abroad
- 1939: Die drei Musketiere (The Three Musketeers)
- 1939: Enthüllung um Mitternacht
- 1939: The Story of Vernon and Irene Castle
- 1939: Mr. Moto und die geheimnisvolle Insel
- 1939: Chasing Danger
- 1939: Bulldog Drummond: Hochzeit mit Knall auf Fall (Bulldog Drummond’s Bride)
- 1939: Pack Up Your Troubles
- 1939: City in Darkness
- 1939: Barricade
- 1939: Everything Happens at Night
- 1940: Adventure in Diamonds
- 1940: Der Weg nach Singapur
- 1940: If I Had My Way
- 1940: Arise, My Love
- 1940: Tin Pan Alley
- 1941: This Woman Is Mine
- 1942: The Lady Has Plans
- 1942: Dr. Renault’s Secret
- 1942: Casablanca
- 1942: Reunion in France
- 1943: Assignment in Brittany
- 1943: Sahara
- 1943: Around the World
- 1943: Liebeslied der Wüste
- 1943: Das Lied von Bernadette
- 1944: Fahrkarte nach Marseille
- 1944: Die Maske des Dimitrios
- 1944: Haben und Nichthaben
- 1944: Der Ring der Verschworenen (The Conspirators)
- 1945: Johnny Angel
- 1945: Prison Ship
- 1945: Cornered
- 1945: Spiel mit dem Schicksal
- 1946: Tarzan und das Leopardenweib
- 1946: The Hoodlum Saint
- 1946: The Catman of Paris
- 1946: Heartbeat
- 1946: So Dark the Night
- 1946: Faustrecht der Prärie (auch: Tombstone, Mein Liebling Clementine)
- 1946: Trügerische Leidenschaft
- 1946: Auf Messers Schneide
- 1946: Flucht von der Teufelsinsel (The Return of Monte Cristo)
- 1947: Jewels of Brandenburg
- 1947: High Conquest
- 1948: To the Victor
- 1948: I, Jane Doe
- 1949: Der große Liebhaber (The Great Lover)
- 1950: So ein Pechvogel
- 1951: Go for Broke!
- 1951: Mississippi-Melodie
- 1951: Hochzeitsparade
- 1951: Begegnung in Tunis (The Light Touch)
- 1952: Schwarze Trommeln (Lydia Bailey)
- 1952: Glory Alley
- 1952: What Price Glory
- 1952: Die lustige Witwe
- 1953: Die lockende Venus (The French Line)
- 1954: Damals in Paris
- 1955: Die Piraten von Tripolis (Pirates of Tripoli)
- 1955: Die Unbezähmbaren (Untamed )
- 1955: Die Hölle von Dien Bien Phu
- 1955: Wir sind keine Engel
- 1955: Über den Dächern von Nizza
- 1956: Der Mann, der zuviel wusste
- 1956: Ardennen 1944
- 1957: Die große Liebe meines Lebens
- 1957: Sirene in Blond
- 1958: Lafayette Escadrille
- 1958: Fräulein (auch: Fraulein)
- 1959: Über den Gassen von Nizza
- 1959: Die den Tod nicht fürchten
- 1960: Sieben Diebe
- 1961: Der Teufel kommt um vier
- 1962: Zärtlich ist die Nacht
- 1964: Monsieur Cognac
- 1965: Bei Madame Coco (The Art of Love)
- 1966: Paris ist voller Liebe
- 1968: To Die in Paris (Fernsehfilm)
- 1970: Darling Lili
- 1977: Jenseits von Mitternacht (The Other Side of Midnight)

### Fernsehen
- 1950–1956: Kleine Spiele aus Übersee (Jane Wyman Presents The Fireside Theatre, Jane Wyman Show)
- 1952: Superman – Retter in der Not (Adventures of Superman)
- 1952: Four Star Playhouse
- 1952: Foreign Intrigue
- 1953: I’m the Law
- 1954: Adventures of the Falcon
- 1955: Vater ist der Beste (Father Knows Best)
- 1955: Soldiers of Fortune
- 1955–1956: The Ford Television Theatre
- 1956: Die seltsamen Abenteuer des Hiram Holliday
- 1957: Wenn man Millionär wär (The Millionaire)
- 1957–1958: The Adventures of Jim Bowie
- 1958: Maverick
- 1958: The Thin Man
- 1959: Alfred Hitchcock präsentiert
- 1959: 77 Sunset Strip
- 1959: Westinghouse Desilu Playhouse
- 1959–1962: Gefährliche Geschäfte (The Third Man)
- 1960: Abenteuer im wilden Westen
- 1960: Peter Gunn
- 1960: Bonanza
- 1961: Mein unmöglicher Engel (Angel)
- 1961: Ein Playboy hat’s schwer (The Tab Hunter Show)
- 1961: Anwalt der Gerechtigkeit (Lock-Up)
- 1961: Im wilden Westen (Death Valley Days)
- 1961: Thriller
- 1961: Perry Mason
- 1962: Meine drei Söhne
- 1962: General Electric Theater
- 1962: The Lloyd Bridges Show
- 1962–1966: Combat!
- 1963: G.E. True
- 1964–1965: Stunde der Entscheidung (Kraft Suspense Theatre)
- 1965: Amos Burke (Burke’s Law)
- 1966: Hazel
- 1966: Tennisschläger und Kanonen
- 1966: Jericho
- 1966: Time Tunnel
- 1967: Bezaubernde Jeannie
- 1967: Green Acres